# 인촌로
인촌로(仁村路)는 지방도 제734호선의 도로이다. 고창군 부안면 출신인 인촌 김성수의 명칭을 따왔다.